# 모보
주식회사 모보(영어: mobo)는 대한민국의 전선 제조업체로, 가온전선의 자회사이다.

## 역사
1984년 7월 12일에 전선 제조 및 판매업을 주 사업목적으로 하여 설립되었으며, 2001년 7월 18일에 코스닥 시장에 상장하였다.
2006년 3월 21일에 상호를 모보 I.P.C에서 모보로 사명을 변경하였다.
2010년 4월 13일에 최근 3사업연도 연속 자기자본 50%초과 법인세비용차감전 계속사업손실로 인해 상장폐지 되었다. 2012년 7월 2일 LS전선의 계열사로 편입되었으며, 2013년 8월 30일 기존 LS전선의 보유 주식 전량이 가온전선으로 처분됨에 따라 가온전선이 최대 주주가 되었다.